# Августинович, Виктория Андреевна
Виктория Андреевна Августинович (урождённая Кржижевская) — русская революционерка. Дворянка, жена отставного поручика, мирового судьи Евпатории (Таврической губернии).

## Биография
Родилась около 1847 (1843?) года.
В 1883—1884 годах проживала в Харькове вместе с племянником своим Адольфом Клюге, привлекавшимся по делу о народнической типографии, обнаруженной у студента Н. Иордана. Устраивала на своей квартире собрания и платные вечеринки для оказания денежной помощи ссыльным, на которых присутствовали народовольцы Иван Гейер, Вс. Гончаров, Сергей Иванов («Василий Алексеевич») и др.
По распоряжению харьковского генерал-губернатора осенью 1884 года выслана из Харькова в Евпаторийский уезд. В декабре 1884 года переехала в Севастополь, где у неё столовался П. Антонов («Александр Николаевич»), с которым она была знакома в Харькове. Вместе с ним приходили Д. Бартенев («Федор»), Б. Оржих, С. Кузин.
В начале 1885 года согласилась на предложение П. Антонова поехать в Мариуполь (Екатеринославская губерния) и сняла там квартиру, на которой жила вместе с П. Антоновым под фамилией супругов Поповых.
По показанию Д. Бартенева, должна была принять участие в организации ограбления денежной почты в Мариуполе, в котором участвовали П. Антонов, Б. Оржих, Д. Бартенев, Ясевич. Была арестована в имении Тараже Евпаторийского уезда Таврической губернии. Содержалась под стражей с 11 января по 26 марта и с 20 апреля по 18 июня 1886 года. Привлечена к дознанию, производившемуся в 1886—1887 годах при жандармских управлениях Одессы, Севастополя, Екатеринослава по делу о южных народовольческих кружках (дело Ив. Хмелевского, Андрея Карпенко и других). По высочайшему повелению от 13 октября 1888 года выслана под гласный надзор полиции в Западную Сибирь на три года.
До апреля 1889 года оставалась на поруках в Евпатории, когда подала прошение на высочайшее имя, в котором, выражая «верноподданнические чувства», ходатайствовала о замене высылки в Западную Сибирь водворением под надзор в Крыму. Ходатайство её было оставлено без последствий.
Водворена в Зайсане (Семипалатинская область). Осенью 1890 года переведена в Семипалатинск, где умерла от рака 1 апреля 1891 года.